# Blyes
Blyes är en kommun i departementet Ain i regionen Auvergne-Rhône-Alpes i östra Frankrike. Kommunen ligger  i kantonen Lagnieu som ligger i arrondissementet Belley. Kommunens areal är 9,32 km². År 2022 hade Blyes 1 351 invånare.

## Befolkningsutveckling
Antalet invånare i kommunen Blyes
Referens: INSEE